# Le Mystère de l'île au moine

Le Mystère de l'île au moine (The Ghost of Monk's Island) est une mini-série pour enfants britannique, réalisée en 1967 par Jan Darnley-Smith et Jeremy Summers. Elle est composée de 7 épisodes de 15 minutes et est connue en français sous le titre Le Mystère de l'île aux Moines. La série est également sortie sous forme de téléfilm.

## Synopsis
Quatre jeunes enfants ( des jumeaux, une fille et le grand frère)  font naufrage sur une île en faisant de la pêche sur une île déserte , l’île aux moines. Ils vont s'organiser pour y vivre en élevant des moutons  mais ils s’aperçoivent qu'ils ne sont pas seuls sur l'île : il y a un criminel  étrange qui c’est déguise en moine. Mais il ce fait arrêter par la police et les enfants qui ont été perdus en mer se réunis avec leur tante.  

## Distribution
- Perry Bedden (VF : Adrien Antoine) : Tom (crédité Pierre Bedenes)
- Lucinda Jackson (VF : Ludivine Sagnier) : Jane
- Peter Bartlett (VF : Jackie Berger) : Andy
- Robert Bartlett (VF : Brigitte Lecordier) : Jamie
- Beryl Cooke : tante Edna Robinson
- Conrad Phillips (VF : Marc François) : Eli Oakes
- Ivor Salter (VF : Maurice Sarfati) :  Jacob Finch
- Jerold Wells : le prisonnier évadé
- Doel Luscombe (VF : René Bériard) : l'agent de police (crédité Noel Luscombe)

## Épisodes
- 1. Un malheureux anniversaire
- 2. L’Île mystérieuse
- 3. S.O.S
- 4. Lutter pour survivre
- 5. Un tunnel
- 6. Capturé
- 7. Le Supplice par le feu